# Нестерчук Сергій Володимирович
Сергі́й Володи́мирович Нестерчу́к — полковник Збройних Сил України, учасник російсько-української війни. З січня 2024 - командир 77 Окремої Наддніпрянської аеромобільної бригади Десантно-штурмових військ Збройних Сил України. 

## З життєпису
Станом на 2018 рік — військовослужбовець 72 ОМБр.

## Нагороди та вшанування
- орден Богдана Хмельницького II ступеня  (2022) — за особисту мужність і самовіддані дії, виявлені у захисті державного суверенітету та територіальної цілісності України, вірність військовій присязі.
- орден Богдана Хмельницького III ступеня (2019) — за особисту мужність і самовіддані дії, виявлені у захисті державного суверенітету та територіальної цілісності України[3].
- орден «За мужність» III ступеня (2022) — за особисті заслуги у захисті державного суверенітету та територіальної цілісності України, мужність і самопожертву у волонтерській діяльності.
- орден Данила Галицького (2022) — за особисту мужність і самовіддані дії, виявлені у захисті державного суверенітету та територіальної цілісності України, вірність військовій присязі[4].
- Недержавна відзнака «Чорні запорожці».